# Fay Weldonová
Fay Weldonová, CBE, (22. září 1931 – 4. ledna 2023) byla anglická spisovatelka, esejistka a dramatička. Její dílo je spojováno zejména s otázkou feminismu. Hlavními hrdinkami její tvorby bývají současné ženy, které se nemohou vymanit z tíživých situací vyvolaných patriarchální strukturou západní, zejména pak britské, společnosti.

## Život
Fay Weldon se narodila v anglické vesnici Alvechurch ve Worcestershiru jako Franklin Birkinshaw. Již odmalička měla literární zázemí, neboť dědeček z matčiny strany, Edgar Jepson (1863–1938), i její matka byli spisovatelé. (Matka psala pod pseudonymem Pearl Bellairs, což je alter ego postavy z povídky Aldouse Huxleyho, „Farcical History of Richard Greenow.“)
První roky života strávila Fay v Aucklandu na Novém Zélandu, kde pracoval její otec jako doktor. Ve 14 letech, po rozvodu svých rodičů, se s matkou a sestrou Jane přestěhovaly do Anglie a Fay pak svého otce už nikdy neviděla. V Anglii navštěvovala školu South Hampstead High School.
Následně se rozhodla pro studium psychologie a ekonomie na univerzitě St Andrews ve Skotsku, ovšem po svém prvním porodu se přestěhovala do Londýna. Krátce nato začala žít v londýnském Actonu a vzala si svého prvního manžela, o dvacet let staršího Ronalda Batemana, který však nebyl otcem jejího dítěte. Rozvedli se za pouhé dva roky. Fay začala pracovat v reklamní agentuře, aby zajistila dost prostředků pro svého syna, který už v té době začal chodil do školy. Chvíli pracovala jako ředitelka copywritingu a tehdy se stala promotérkou slavného sloganu „Do práce na vajíčkový pohon (Go to work on an egg)“. Navrhla také „Vodka tě opije rychleji (Vodka gets you drunker quicker)“. V rozhovoru pro Guardian jednou řekla: „Je přece logické, že lidé, kteří se chtějí rychle opít tuto informaci uvítají.“ Její nadřízení ovšem nesouhlasili a návrh zamítli.
Ve věku 29 let potkala Ronalda Weldona, obchodníka se starožitnostmi. Vzali se a od roku 1963 mají tři syny. V průběhu druhého těhotenství začala Fay psát pro rádio a televizi. O několik let později, v roce 1967, vydala svůj první román The Fat Woman's Joke. Během následujících třiceti let se jí podařilo vybudovat velmi úspěšnou kariéru – vydala přes 20 románů, sbírky povídek, televizní filmy, novinové a časopisové články a stala je slavnou tváří a hlasem BBC. V roce 1971 napsala Fay první díl úspěšného televizního seriálu Upstairs, Downstairs, za nějž obdržela cenu Writers Guild za nejlepší scénář k britskému televiznímu seriálu. Je rovněž autorkou předlohy seriálové adaptace Pýcha a předsudek Jane Austenové, kterou v roce 1980 natočila BBC s Elizabeth Garvie a Davidem Rintoulem v hlavních rolích. V roce 1989 se podílela na scénáři k westendskému muzikálu Petuly Clark Někdo jako ty (Someone Like You).
V roce 1994 se Fay a Ronald rozvedli. Fay si pak vzala Nicka Foxe, s nímž dosud žije v londýnském Hampsteadu.
V roce 2000 se Fay stala členkou anglikánské církve a nechala se pokřtít v Katedrále sv. Pavla. To bylo příhodné, poněvadž Fay se nechává slyšet, že na víru ji „obrátil svatý Pavel“.
V roce 2006 byla na Brunelské univerzitě v západním Londýně jmenována profesorkou tvůrčího psaní: „Dobrý spisovatel musí mít určitou osobnost a přirozený cit pro jazyk, ale spousta věcí se dá naučit – jak rychle a efektivně poskládat slova, aby dávala ten pravý smysl, jak působit elegantně a výmluvně, jak vystihnout emoce, jak vystupňovat napětí a jak vytvářet alternativní světy.“

## Romány, které vyšly v češtině
- Vzpomínejte na mě – Remember Me (1976)
- Sestřičky – Little Sisters (1977)
- Dům na venkově – Puffball (1980)
- Prezidentův syn – The President's Child (1982)
- Život a lásky jedné ďáblice – The Life and Loves of a She-Devil (1983)
- Shrapnelova akademie – The Shrapnel Academy (1986)
- Falešné přítelkyně – Worst Fears (1996)
- Velké ženy – Big Women (1997)
- Malá tajemství slečny Felicity – Rhode Island Blues (2000)
- Náhrdelník od Bulgariho – The Bulgari Connection (2001)

## Ostatní romány
- The Fat Woman's Joke (1967)
- Down Among the Women (1971)
- Female Friends (1975)
- Praxis (1978)
- Letters to Alice: On First Reading Jane Austen (1984)
- The Heart of the Country (1987)
- The Hearts and Lives of Men (1987)
- Leader of the Band (1988)
- The Cloning of Joanna May (1989)
- Darcy's Utopia (1990)
- Affliction (1994)
- Growing Rich (1992)
- Life Force (1992)
- Splitting (1995)
- Mantrapped (2004)
- She May Not Leave (2006)
- The Spa Decameron (2007)

V roce 2002 vydala Fay autobiografii svých raných let, Auto de Fay (odkaz na autodafé (anglicky auto de fe)).